# Бергер, Джеймс
Джеймс М. Бергер (James M. Berger; род. 1968, Альбукерке, штат Нью-Мексико) — американский структурный биолог и биохимик.
Член Национальных Академии наук (2013) и Медицинской академии (2018) США, доктор философии, профессор школы медицины университета Джонса Хопкинса и содиректор программы Sidney Kimmel Comprehensive Cancer Center. Отмечен Pfizer Award in Enzyme Chemistry (2006), NAS Award in Molecular Biology (2011), NIGMS MERIT Award (2017), а также другими отличиями.
Вырос в районе Лос-Аламос и Санта-Фе. Окончил с отличием summa cum laude Университет Юты (бакалавр биохимии, 1990). В 1995 году получил докторскую степень в Гарвардском университете — под началом Джеймса Вонга и Стивена Харрисона. С 1995 по 1998 год фелло Whitehead Institute. После чего находился в штате кафедры молекулярной и клеточной биологии Калифорнийского университета в Беркли. С 2013 года профессор школы медицины университета Джонса Хопкинса.
Член редколлегии Journal of Molecular Biology.
Женат на Marian Feldman, также сотруднице университета Джонса Хопкинса.